# کاتیون تری‌هیدروژن
کاتیون تری‌هیدروژن (به انگلیسی: Trihydrogen cation) با فرمول شیمیایی H۳+ یک ترکیب شیمیایی است. که جرم مولی آن ۳٫۰۲ g/mol می‌باشد.